# 1297 в Україні

## Особи

### Народились
- Кейстут — великий князь Литовський (1381—1382 рр.), князь трокський (1337—1382 рр.); син Гедиміна, брат і фактичний співправитель Ольгерда, батько Вітовта; (пом. 1382).

## Пам'ятні дати та ювілеї
- 475 років з часу (822 рік):
  - входження західноукраїнських земель до держави Велика Моравія, яку заснував Моймир I.
- 325 років з часу (972 рік):
  - смерті Великого князя київського (945—1022 рр.) з династії Рюриковичів Святослава Ігоровича (Хороброго).
  - початку правління князя Київської Русі Ярополка Святославовича.
- 275 років з часу (1022 рік):
  - перемога тмутороканського князя (990/1010—1023) Мстислава Володимировича над Редедею, ватажком абхазо-адигзькому племені касогів.
- 225 років з часу (1072 рік):
  - Прийняття «Правди Ярославичів» — збірника руських законів у Вишгороді на з'їзді трьома старшими Ярославичами — Ізяславом Ярославовичем, Святославом Ярославичем та Всеволодом Ярославовичем, що разом правили Руссю[1].
- 200 років з часу (1097 рік):
  - У м. Любечі відбувся Любецький з'їзд князів (київський Святополк Ізяславич, переяславський Володимир Мономах, смоленський Давид Ігорович, теребовлянський Василько Ростиславич), на якому прийнято постанову «кождо да держить отчину свою»[2].
- 150 років з часу (1147 рік):
- 19 вересня — кияни у церкві Святої Софії схопили постриженого у ченці колишнього великого київського князя Ігора Ольговича (князював у серпні 1146 року) із династії Рюриковичів, роду Ольговичів та вбили його. Потім оголене тіло кинули на торговій площі міста[3].
- 75 років з часу (1222 рік):
- у Києві відбувся з'їзд князів з приводу надання допомоги половцям у боротьбі з монголо-татарами.
- 50 років з часу (1247 рік):
- укладення князем Данилом Галицьким миру з угорським королем Белою IV.
- ймовірного року заснування Львова галицьким князем Данилом Романовичем. Близько 1297 року місто стало столицею Галицько-Волинського князівства, надалі також було столицею Королівства Русь, Королівства Галичини і Лодомерії, Західно-Української Народної Республіки, Української держави.
- 25 років з часу (1272 рік):
- проголошення князем Левом Даниловичем міста Львова столицею Галицько-Волинського князівства[4].

### Видатних особистостей

#### Народження
- 275 років з часу (1022 рік):
  - народження Єлизавети Ярославни — найстаршої доньки Ярослава Мудрого, видана 1045 року за норвезького конунга Гаральда Суворого; пом. 1066).
- 250 років з часу (1047 рік):
  - народження Вишеслави — української княжни, з 1067 року дружини польського князя, пізніше короля Болеслава II Сміливого.
- 200 років з часу (1097 рік):
  - народження Ізяслава Мстиславича — Великого князя київського (1146—1149, 1151—1154 рр.), князя волинського (1135—1142, 1146—1151 рр.), переяславського (1132—1133, 1142—1146 рр.), полоцького (1130—1132 рр.), курського (1127—1130 рр.) з династії Рюриковичів; старшого сина Мстислава Великого, онука Володимира Мономаха, родоначальника волинської династії Ізяславичів, прадіда Данила Галицького; (пом. 13 листопада 1154).
- 125 років з часу (1172 рік):
  - 5 квітня — Ростислав Рюрикович (у хрещенні Михайло) — Великий князь Київський у 1204—1205 роках, син Рюрика Ростиславича; (пом. 1218)[5].

#### Смерті
- 425 років з часу (872 рік):
  - убивства болгарами сина Аскольд[6].
- 325 років з часу (972 рік):
  - смерті Святослава Ігоровича (Хороброго) — Великого князя київського (945—1022 рр.) з династії Рюриковичів; син княгині Ольги та князя Ігора Старого, батько Володимира Великого, дід Ярослава Мудрого. (нар.. 930 р.).
- 200 років з часу (1097 рік):
  - смерті Євстратія Постника — давньоруського святого, ченця Печерського монастиря. Преподобномученика.
- 175 років з часу (1122 рік):
  - 9 вересня — Даниїла (Данила) Паломника — руського православного монаха. Ігумена, клірика Чернігівської землі[7].
- 150 років з часу (1147 рік):
  - 19 вересня — колишнього великого київського князя Ігора Ольговича.
- 125 років з часу (1172 рік):
  - Євпраксія Мстиславівна (Зоя, Добродія) — дочка київського великого князя Мстислава Володимировича, онука Володимира Мономаха; (нар. 1108), дружина візантійського співімператора Олексія Комніна (Alexios Komnenos)[8].